# صالح حسینی
صالح حسینی (زادهٔ ۱۳۲۵، سنقر در استان کرمانشاه) مترجم و منتقد ایرانی است. وی دارای مدرک دکتری زبان انگلیسی از دانشگاه جرج واشینگتن است و در دانشگاه شهید چمران اهواز و موسسه آموزش عالی جهاد دانشگاهی خوزستان تدریس می‌کند.

## زندگی
حسینی تحصیلات ابتدایی را در زادگاه خویش گذراند و سپس برای کسب مدرک کارشناسی وارد دانشگاه شیراز شد. پس از اخذ مدرک کارشناسی ارشد، مدرک دکترای خود را از دانشگاه جورج واشینگتن دریافت کرد. حسینی در سال ۱۳۵۸ تحصیلات خود را به پایان رساند و در همین سال به ایران بازگشت. وی در سال ۱۳۷۶ به‌عنوان منتقد و مترجم نمونهٔ کشور از سوی وزارت فرهنگ و ارشاد جمهوری اسلامی ایران برگزیده شد.
از جمله کارهای مشهور او می‌توان به ترجمهٔ کتاب ۱۹۸۴ اثر جرج اورول و مقدمهٔ دنیای قشنگ نو ترجمهٔ سعید حمیدیان اشاره کرد.
ترجمه رمان دل تاریکی اثر جوزف کنراد یکی دیگر از ترجمه‌های معروف او در حوزهٔ ادبیات است. صالح حسینی همچنین کتابی نوشته‌است با نام نظری به ترجمه که دربارهٔ فنون و هنر ترجمه است.

## آثار
- بررسی تطبیقی خشم و هیاهو و شازده احتجاب
- کاشی‌گری کاخ کاتبان[۲]
- گلشیری کاتب و خانهٔ روشنان[۲]
- گل‌های نیایش
- نظری به ترجمه
- نیلوفر خاموش: نظری به شعر سهراب سپهری
- فرهنگ برابرهای ادبی
- تحریر کارگاه خیال: مقاله‌های ادبی و نقد ادبی

## ترجمه‌ها
- به سوی فانوس دریایی اثر ویرجینیا وولف
- خشم و هیاهو اثر ویلیام فاکنر
- برخیز ای موسی اثر ویلیام فاکنر
- ابشالوم، ابشالوم! اثر ویلیام فاکنر
- برادران کارامازوف اثر فیودور داستایفسکی
- مرگ ایوان ایلیچ اثر لئو تولستوی
- آخرین وسوسهٔ مسیح اثر نیکوس کازانتزاکیس
- گزارش به خاک یونان اثر نیکوس کازانتزاکیس
- قمارباز اثر فیودور داستایفسکی
- دل تاریکی اثر جوزف کنراد
- لرد جیم اثر جوزف کنراد
- زیر کوه آتش‌فشان اثر مالکولم لاوری
- رمز کل: کتاب مقدس و ادبیات اثر نورتروپ فرای
- تحلیل نقد اثر نورتروپ فرای
- ۱۹۸۴ اثر جورج اورول
- مزرعهٔ حیوانات اثر جورج اورول
- موبی دیک یا نهنگ بحر اثر هرمان ملویل
- مکبت اثر شکسپیر
- کتاب سیاه اثر اورهان پاموک
- روشنایی در اوت اثر ویلیام فاکنر
- نخلهای وحشی اثر ویلیام فاکنر
- «سه داستان: بارتلبی محرر. بنیتو سرینو. بیلی باد بحری» اثر {هرمان ملویل}

## فهرست مقالات در چند سالِ گذشته
از مقالات ادبی وی می‌توان به گزینه‌های زیر اشاره نمود:
1. «ماجرای من و دل تاریکی»، مجموعه مقالات نخستین همایش ترجمهٔ ادبی در ایران، انتشارات دانشکدۀ ادبیات دانشگاه فردوسی مشهد، ۱۳۷۹.
2. «نکته‌های قابل آموزش در ترجمه»، مجلهٔ دانشکدۀ ادبیات و علوم انسانی دانشگاه شهید چمران اهواز، پاییز ۱۳۷۹.
3. «درد جاودانگی و ترجمه پهناور»، مجلهٔ بخارا، سال ۱۳۷۹.
4. «معاثله‌های آینه درخشم و هیاهو»، مجلهٔ کارنامه، سال ۱۳۸۱.
5. «بکت و مسئلهٔ حضور تئاتر»، مجلهٔ سمرقند، سال اوّل، شمارهٔ اوّل، بهار ۱۳۸۳.